# Golden Boy (1962)
Golden Boy ist ein deutscher Fernsehfilm aus dem Jahr 1962. Die Verfilmung des gleichnamigen Theaterstücks von Clifford Odets wurde 1961 in Hamburg gedreht und am 25. Januar 1962 zum ersten Mal ausgestrahlt.

## Handlung
Der junge Joe Bonaparte, verkörpert von Klaus Kammer, soll nach dem Willen seines Vaters Frank, der ihm zu seinem 21. Geburtstag eine teure Violine schenken will, eine Musikerkarriere einschlagen. Aus Geldnot aber beredet Joe den Manager Tom Moody, ihn als Ersatz für einen durch eine Handverletzung ausgefallenen Boxer in den Ring zu schicken. Tatsächlich zeigen sich erste Erfolge und Joe bringt seinen Auftraggebern Geld ein, doch kommen ihm allmählich Zweifel an seiner Entscheidung. Lorna Moon, die Moody zu Dank verpflichtet ist, kann ihn noch einige Zeit motivieren, weiter zu boxen, doch nachdem ein Gegner beim Kampf ums Leben gekommen ist, ändern sowohl Joe als auch Lorna ihre Meinung.